# Église Saint-François-d'Assise de Vienne
Pour les articles homonymes, voir Église Saint-François-d'Assise.
L'église Saint-François-d'Assise de Vienne (également : Kaiserjubiläumskirche ; familièrement : Mexikokirche) est une église paroissiale catholique romaine située dans le quartier viennois de Leopoldstadt sur Mexikoplatz. L'église, dédiée à Saint-François-d'Assise, est un bâtiment classé.

## Localisation et environnement
Au moment de la construction, la place s'appelait Erzherzog-Karl-Platz. Le pont du Danube voisin, également utilisé par le tramway, s'appelait Kronprinz-Rudolph-Brücke. Aujourd'hui, l'église est entourée du Mexikopark qui fait partie de la Mexikoplatz. L'ancienne place Erzherzog-Karl a été rebaptisée Mexikoplatz en 1956. Une pierre commémorative devant l'église porte l'inscription explicative : « En mars 1938, le Mexique était le seul pays à avoir déposé une protestation officielle contre la violente annexion de l'Autriche au Reich national-socialiste allemand devant la Société des Nations. Pour commémorer cet acte, la ville de Vienne a nommé cette place Mexico-Platz. »
L'église est facilement accessible avec la ligne de métro U1.

## Histoire
Après que les terres nouvellement gagnées par la première canalisation viennoise du Danube de 1870 à 1875 furent rapidement colonisées, une église et une paroisse séparées manquaient, le quartier appartenant temporairement à la paroisse de Praterstrasse. En mars 1898, un comité fut fondé pour construire une grande église représentative sur le Danube. Le bâtiment sacré devait être financé par des dons et dédié au 50e anniversaire du règne de l'empereur François-Joseph Ier (d'où l'autre nom de Kaiserjubiläumskirche : église du Jubilé de l'Empereur).
La première pierre a été posée le 10 juin 1900 par le prince archevêque le cardinal Anton Josef Gruscha en présence de l'empereur et de plus de 100 000 personnes . Après la mort de l'architecte Victor Luntz en 1903, le futur maître d'œuvre de la cathédrale, August Kirstein, a poursuivi la construction. Des problèmes financiers ont retardé les travaux. L'église du Jubilé, provisoirement achevée, a été consacrée le 2 novembre 1913 par le prince archevêque Friedrich Gustav Piffl en présence de l'empereur François-Joseph Ier, de l'héritier du trône, l'archiduc François-Ferdinand, du maire de Vienne, Richard Weiskirchner et du président du comité de construction de l'Église, le prince Carlos Clary-Aldringen (1844–1920). Pendant la Première Guerre mondiale, les travaux ont été interrompus et ont repris après la fin de la guerre. L'apparence de la Kaiserjubiläumskirche est restée presque inchangée à ce jour. Les toits en bois des trois entrées principales n'étaient destinés qu'à titre provisoire à la cérémonie d'inauguration mais sont restés en place à ce jour .
L'église est entretenue par l'Ordre des Trinitaires depuis 1917. En 1928, la création de la paroisse de Donaustadt a été approuvée ; l'église a reçu le statut d'église paroissiale . La paroisse Donaustadt était ainsi nommée parce que la zone, largement bordée par le Danube (Donau), la ligne Nordbahn de chemin de fer et la nouvelle caserne Albrecht et Wilhelm, s'appelait la nouvelle ville du Danube (ne pas confondre avec le 22e quartier viennois de Donaustadt sur le Danube).
Depuis les années 1980, elle a été dirigée par le père Mario Maggi  et depuis les années 2010, le père Mgr Tomasz Domysiewicz en est responsable.

## Architecture
L'église a été construite selon un projet de l'architecte Victor Luntz (1840–1903) dans le style rhénan-roman : en termes de conception du bâtiment et de sa position sur le fleuve, la conception était basée sur l'église Saint-Martin de Cologne. Le bâtiment en brique de la basilique à quatre travées était grand et massif, puisque l'église - qui a été supprimée plus tard - devait servir d'église de garnison. Les trois tours massives sont couvertes de tuiles rouges et sont visibles de loin. Avec les tours, l'église atteint une hauteur totale de 73 m et une longueur de 76 m.

## Intérieur

### Chapelle Elisabeth

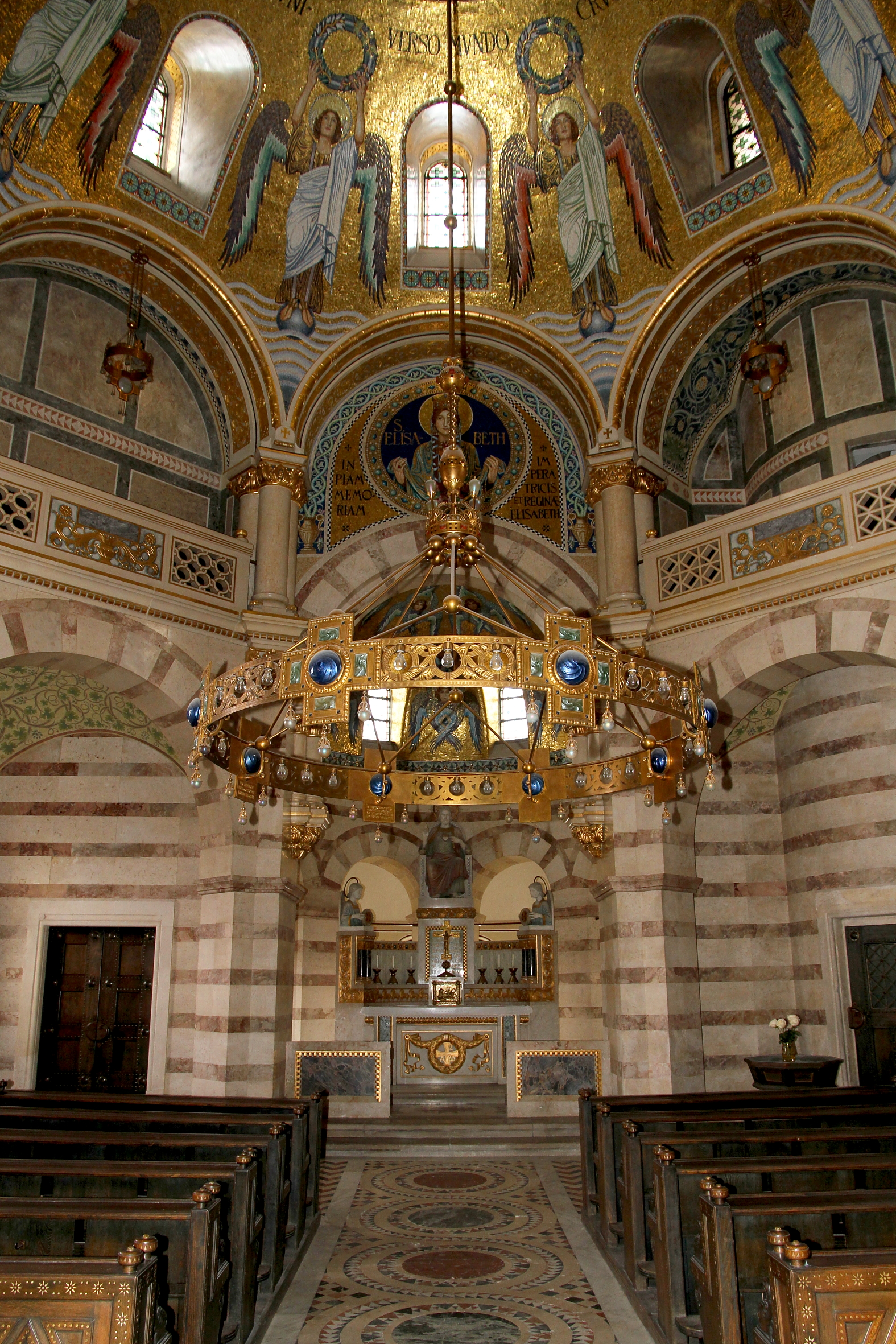
La chapelle Elisabeth de style néo-roman

La Kaiserin-Elisabeth-Gedächtniskapelle (chapelle de l'Impératrice Elisabeth), d'architecture néo-romane, possède l'un des importants décors Art Nouveau de Vienne (l'autel Sécession, les mosaïques, la grille d'entrée). L'octogone de la chapelle est calquée sur la chapelle palatine de la cathédrale d'Aix-la-Chapelle, ainsi que son grand lustre en métal.
Après 1898, année du début de la construction de l'église, l'anarchiste italien Luigi Lucheni assassine à Genève Elisabeth, l'épouse de l'empereur François-Joseph Ier. Le projet est alors venu d'ajouter une chapelle richement décorée au transept de l'église en sa mémoire. La construction a été financée par des dons séparés pour la Croix-Rouge, dont Elisabeth a été la première protectrice. L'initiative de la construction est venue de son successeur dans cette fonction, l'archiduchesse Marie-Thérèse.
La donation étonnamment élevée de 348 348 couronnes a permis de décorer la chapelle avec des mosaïques au lieu de fresques et de faire des panneaux muraux en marbre au lieu de stuc. Les motifs en mosaïque proviennent de Carl Ederer . Dans la voûte de l'abside de l'autel se trouve une grande mosaïque de sainte Elisabeth de Hongrie.
La chapelle a été achevée en 1907 et consacrée solennellement le 10 juin 1908. L'empereur François-Joseph l'a visité à l'occasion de la consécration.

### Peintures murales
À l'intérieur du mur ouest sur les bas-côtés se trouvent deux tableaux du peintre italien Ettore Gualdini de Frosinone (1931-2010). Les deux œuvres (huile sur toile, chacune 160 × 230 cm) ont été commandées par l'Ordre des Trinitaires. Le thème du bas-côté droit est l'Annonciation, celui du bas-côté gauche fait référence à la bienheureuse Elisabetta Canori Mora. Dans le catalogue raisonné de Gualdini, il est décrit comme suit : « Beata Isabel Canori Mora (1774-1825), moglie e madre di famiglia, terziaria trinitaria, martire dell'amore fedele nella vita matrimoniale, esponente massima della vita mistica » (Bienheureuse Isabel Canori Mora, 1774–1825, épouse et mère, tertiaire de l'ordre trinitaire, martyre du véritable amour dans la vie conjugale, plus grand exemple d'une vie mystique).
Sur le mur latéral gauche du chœur, il y a une peinture à l'huile représentant Notre-Dame de la Merci (huile sur toile, 180 × 200 cm, 1985-2014) de la peintre viennoise Lotte Berger (née en 1938).

### Galerie de photos

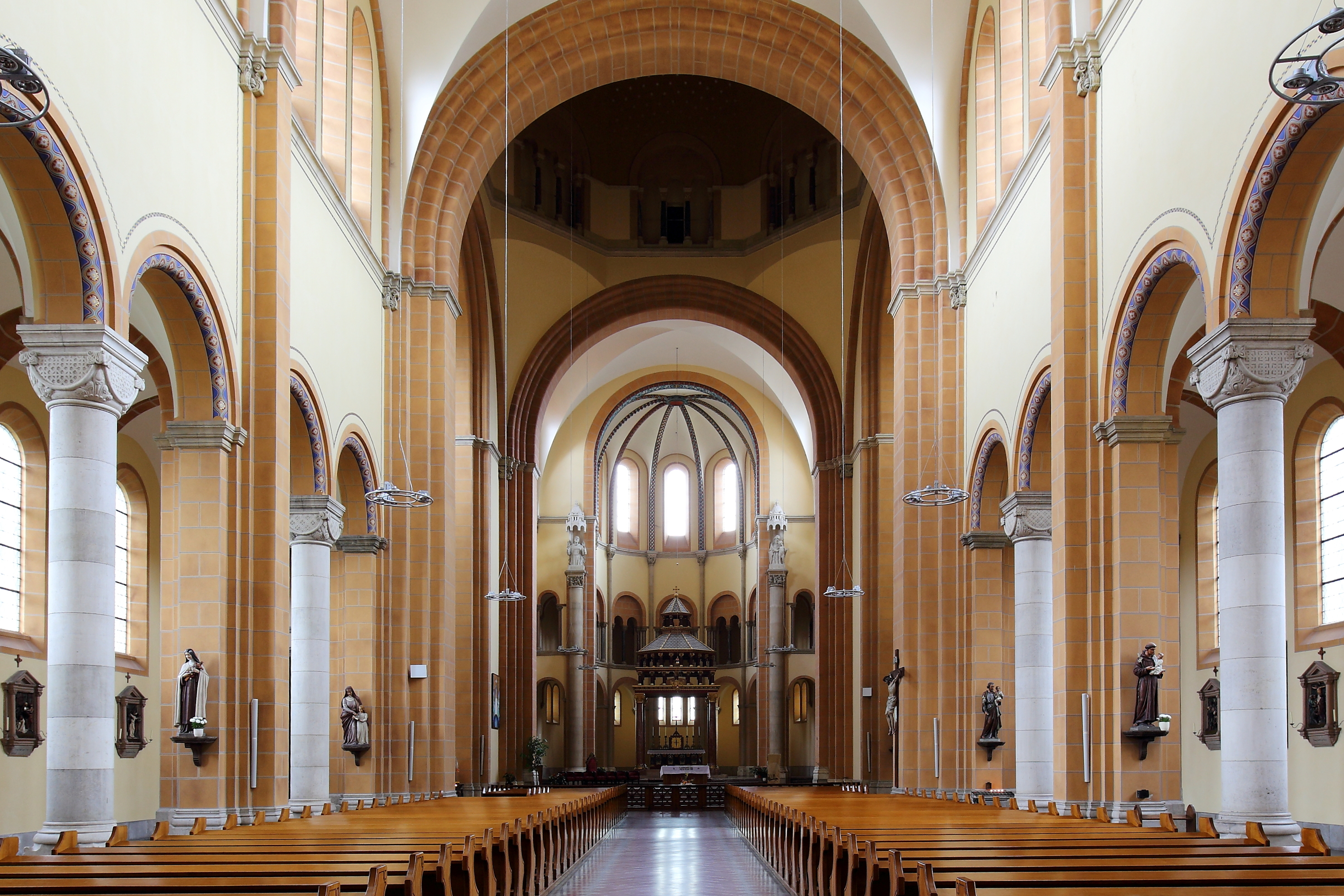
Vue intérieure contre le maître-autel
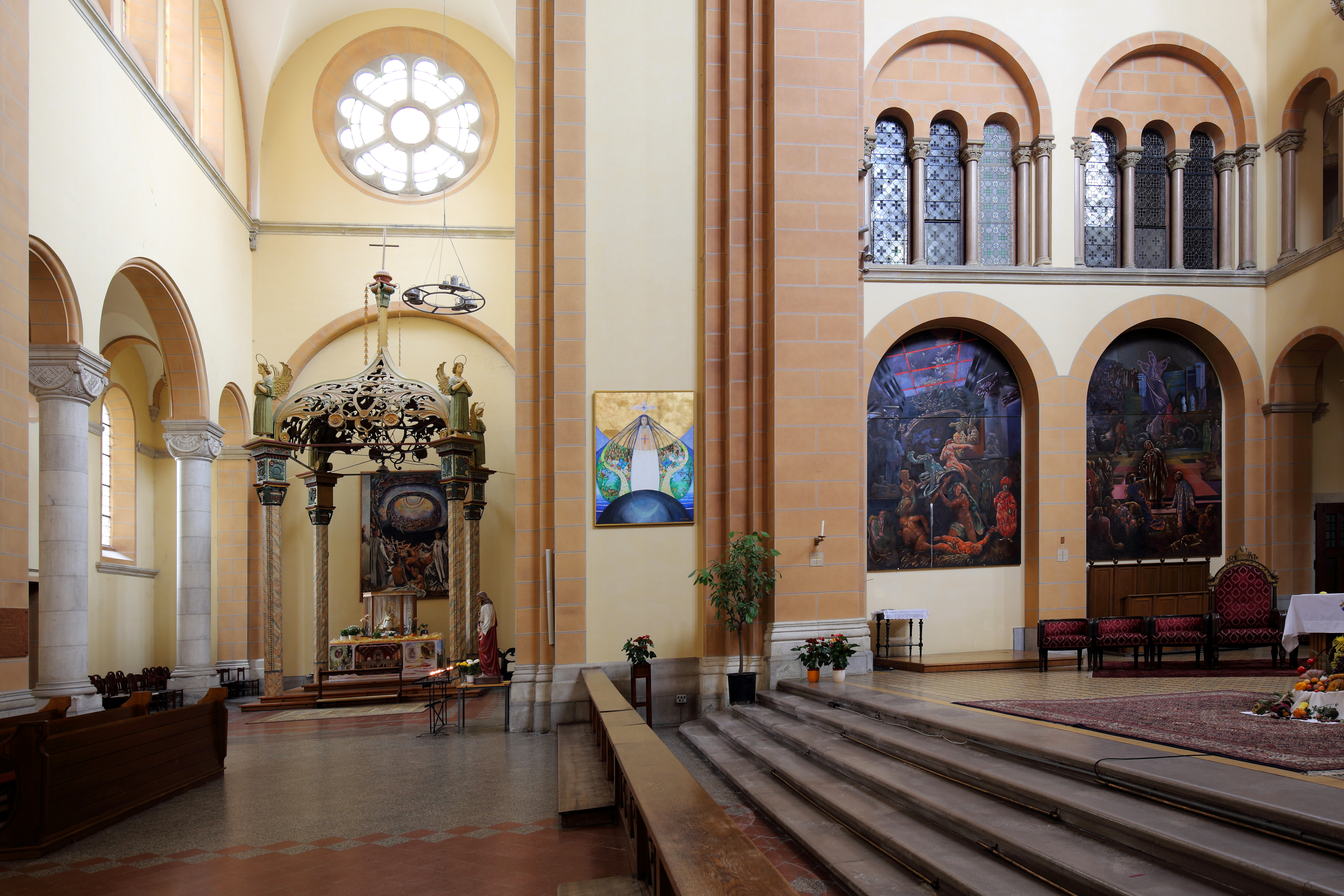
Transept et mur gauche du chœur avec la Vierge en manteau protecteur par Lotte Berger
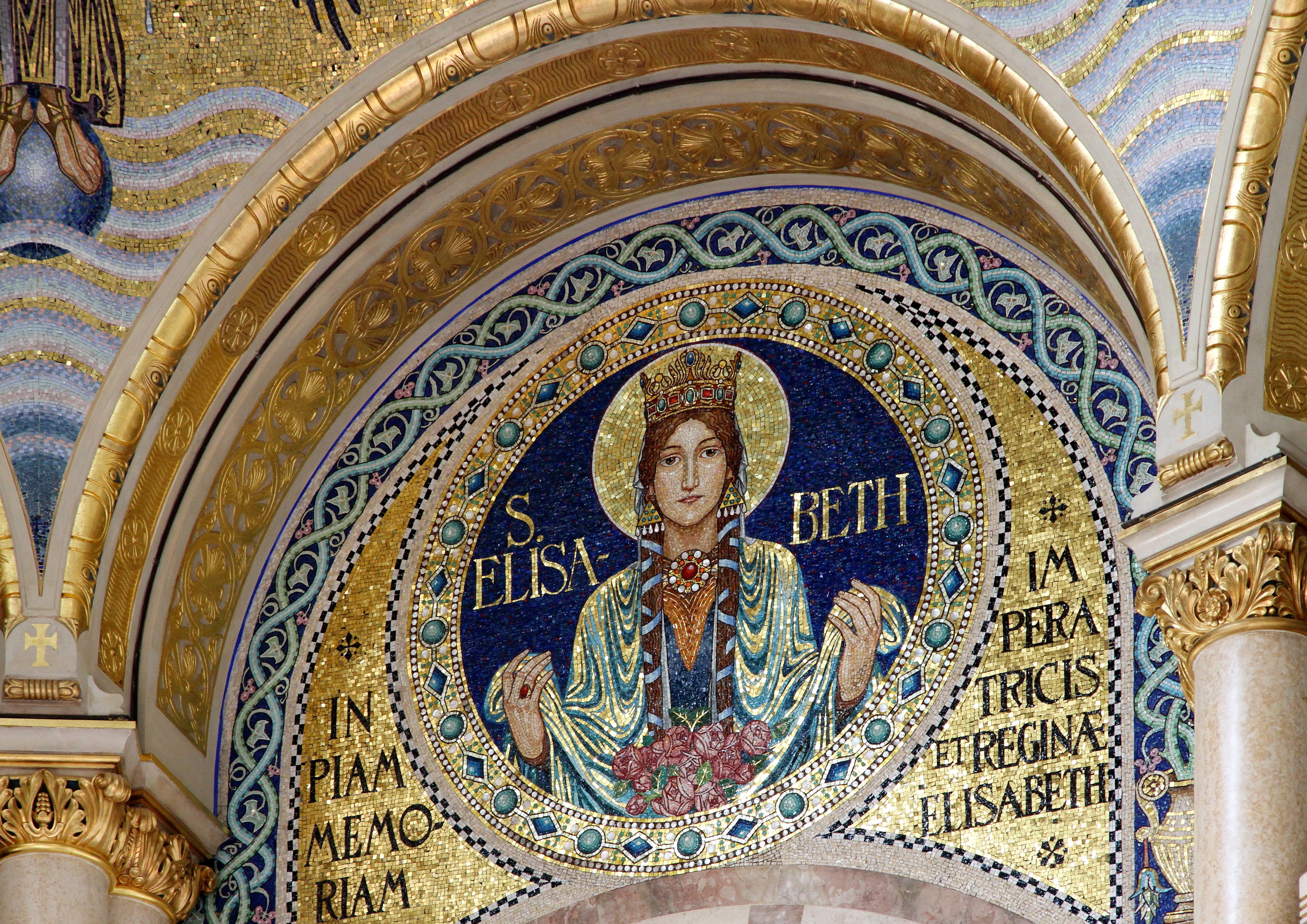
Portrait en mosaïque d'Elisabeth de Hongrie dans la chapelle Elisabeth
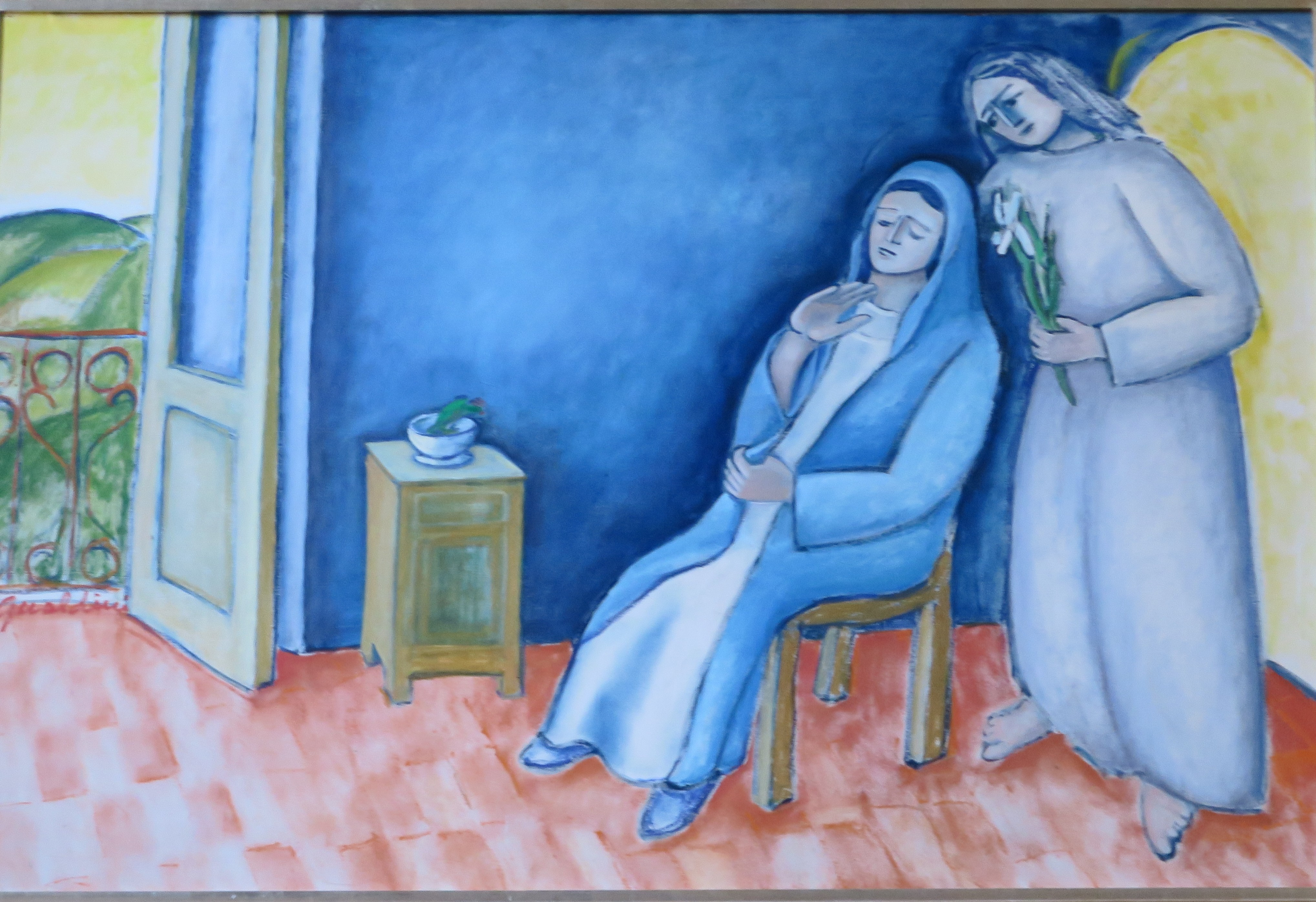
Ettore Gualdini : Annonciation (bas-côté droit)
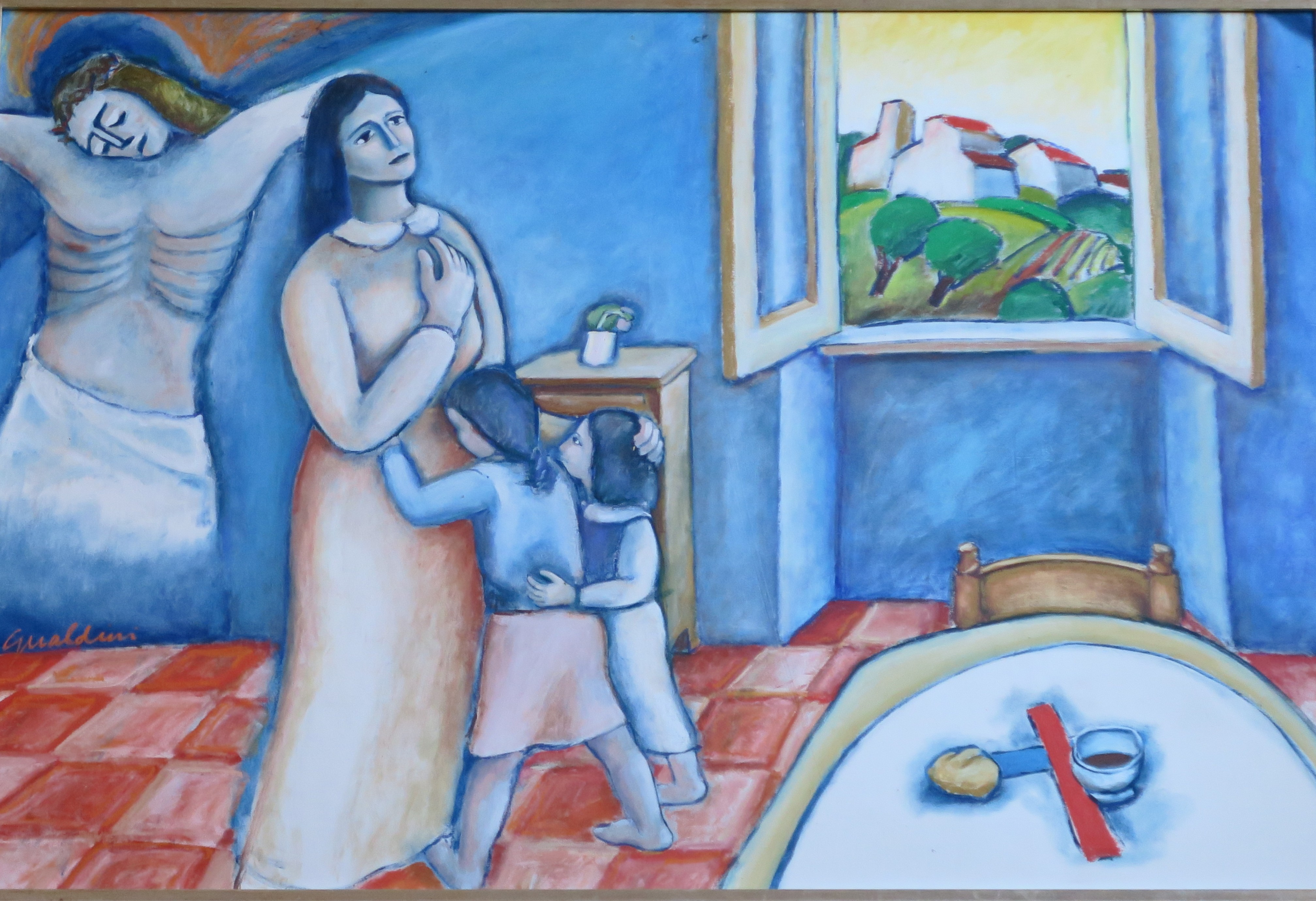
Ettore Gualdini : La Bienheureuse Isabel Canori Mora (bas-côté gauche)
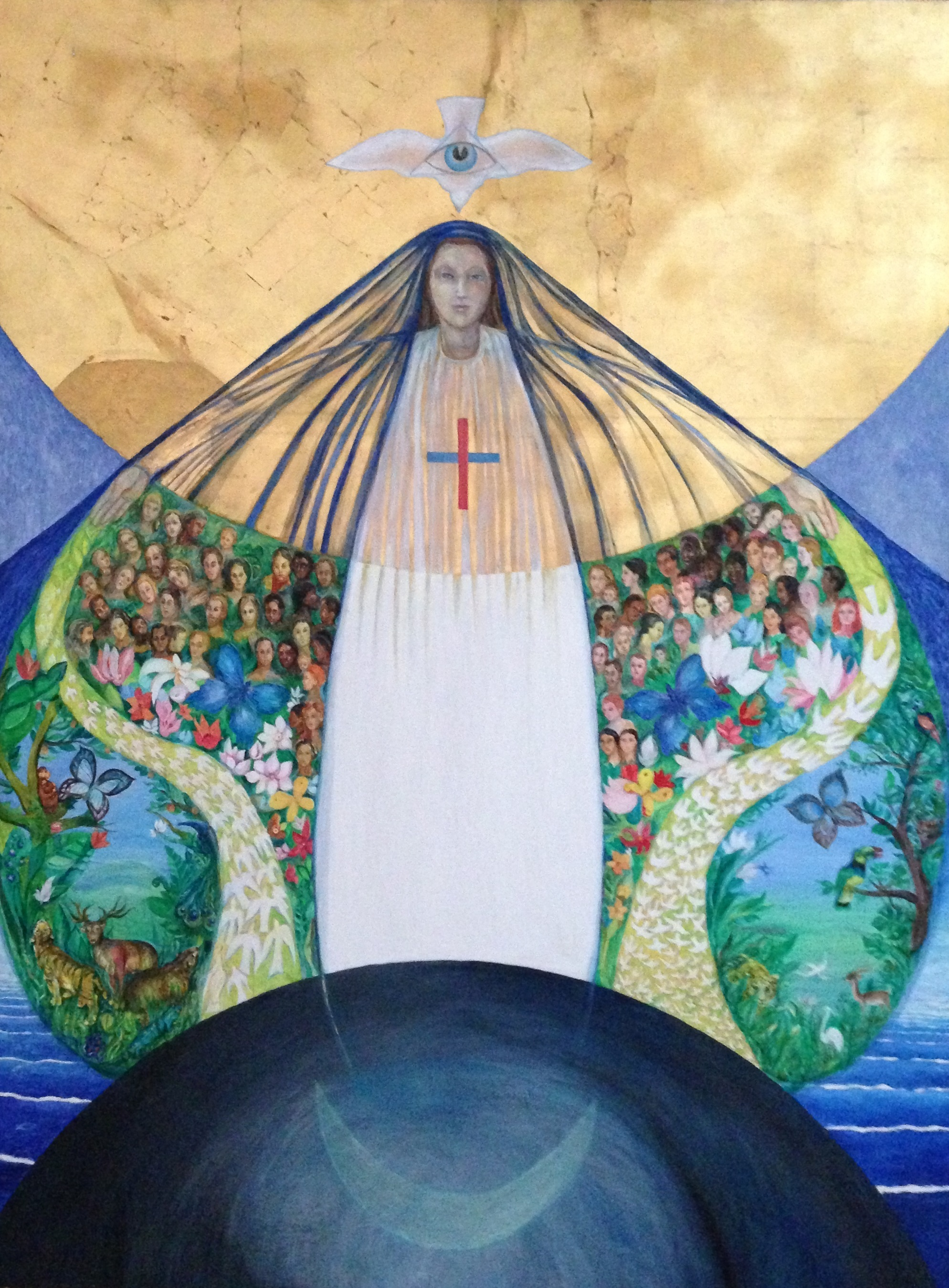
Lotte Berger - Maringer : Vierge protectrice

## Orgue

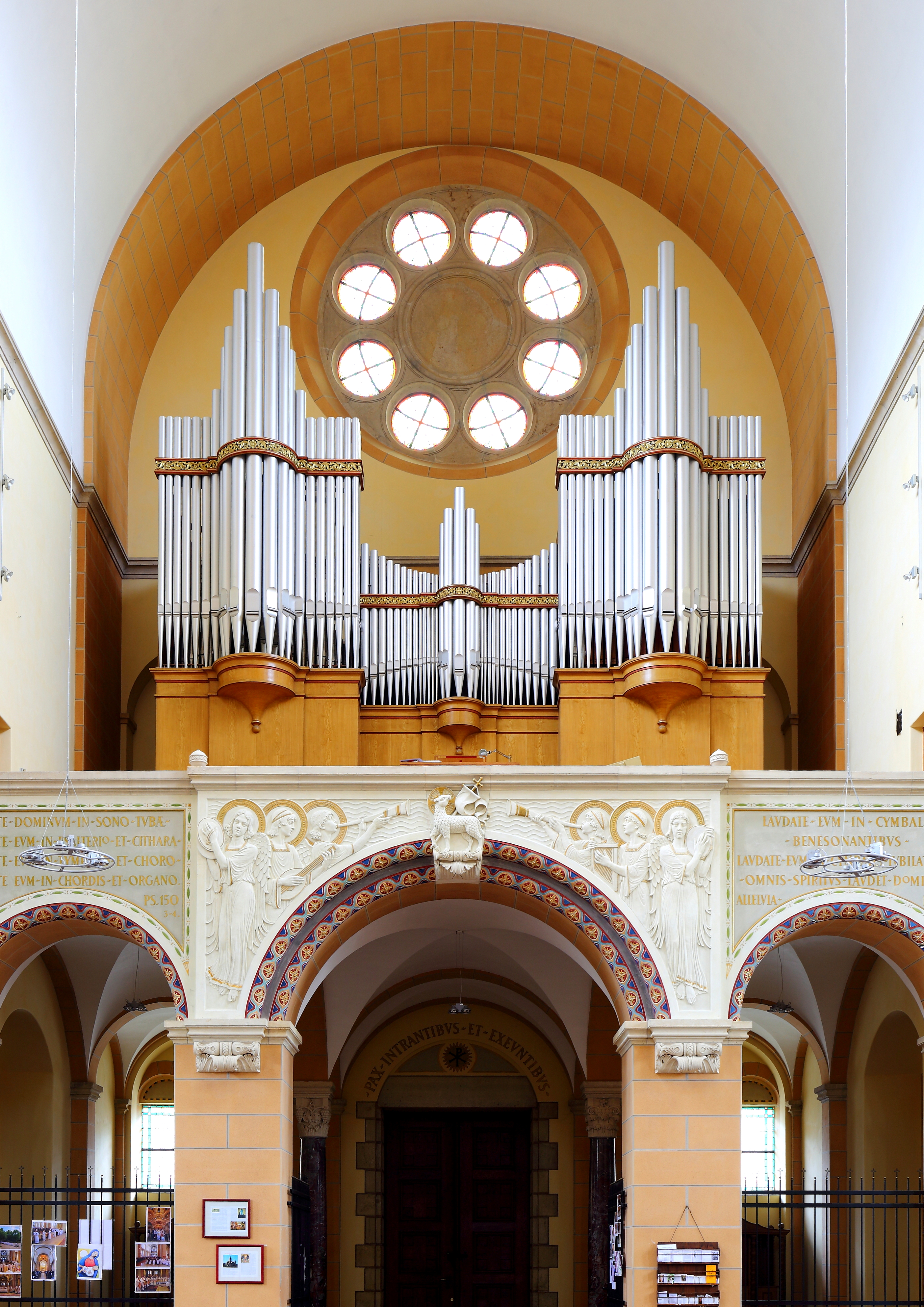
L'orgue Gebrüder Rieger

L'orgue a été construit en 1939/40 par la manufacture d'orgues des frères Rieger. Le 7 juillet 1940, l'orgue fut consacré par le cardinal archevêque Theodor Innitzer.